# Tito Junio Montano
Tito Junio Montano (en latín Titus Iunius Montanus) fue un senador romano del siglo I, que desarrolló su carrera política bajo los imperios de Nerón, Vespasiano, Tito y Domiciano.

## Carrera
Descendiente de una de las ramas de la gens Junia, conocemos su carrera gracias a una inscripción honoraria a él dedicada por el ordo decurionis de la colonia Alejandría de Tróade (Turkmenli, Turquía) en la provincia romana de Asia, de la que fue patrono:

T(ito) Iunio C(ai) f(ilio) An[i(ensi)] 

Montano 

IIIvir(o) a(ere) a(rgento) a(uro) f(lando) f(eriundo) tri[b(uno)] 

mil(itum) leg(ionis) V Mac(edonicae) q(uaestori) 

Ponti et Bithyniae 
 tr(ibuno) pl(ebis) pr(aetori) sodali Titio 

proco(n)s(uli) provinc(iae) Sicilia[e] 

co(n)s(uli) 

patrono coloniae 

d(ecreto) d(ecurionum)

Su carrera comenzó hacia 60, bajo el imperio de Nerón, con el cargo de triunviro monetal dentro del vigintivirato, para pasar un año después servir como tribuno laticlavio en la Legio V Macedonica en su base de Oescus (Gigen, Bulgaria) en la provincia Moesia. De vuelta a Roma, fue elegido cuestor y asignado al procónsul de la provincia senatoria Bitinia y Ponto.
Terminada la cuestura y retornado a la Urbe, siguió el orden tradicional de magistraturas y fue elegido sucesivamente tribuno de la plebe y pretor, y también fue admitido en uno de los sacerdocios tradicionales romanos como sodal Titii. Con rango pretorio, fue designado para gobernar la provincia senatorial Sicilia en calidad de procónsul, posiblemente bajo Vespasiano.
Su carrera culminó como consul suffectus entre mayo y junio de 81, todavía bajo Tito, quien falleció en septiembre de ese año. 
Inmediatamente, se integró en el círculo más próximo a Domiciano, ya que el poeta Juvenal le dedica varios versos en una de sus sátiras, criticando sus aficiones gastronómicas. A partir de ese momento, la colonia Alejandría de Troáde le consideró su patrono.